# Văleni (Olt)
Văleni è un comune della Romania di 3 258 abitanti, ubicato nel distretto di Olt, nella regione storica della Muntenia. 
Il comune è formato dall'unione di 4 villaggi: Mandra, Popești, Tirișneag, Văleni.